# Alessandro Spezialetti
Alessandro Spezialetti (Lachen, 14 gennaio 1975) è un dirigente sportivo ed ex ciclista su strada italiano, professionista dal 1997 al 2012. Dal 2017 è direttore sportivo del team Drone Hopper-Androni Giocattoli.

## Carriera
Passato professionista nel 1997, dimostrò discrete doti da passista, che gli consentirono di ottenere l'unico successo della sua carriera, ovvero quello nella tappa di Atri al Giro d'Abruzzo 2001. Nel corso degli anni si è affermato come uno dei più fidati gregari di Danilo Di Luca, tanto da seguire il suo capitano in ogni trasferimento da una squadra all'altra. Ha concluso la carriera professionistica al termine della stagione 2012, dopo tre anni alla Lampre.
Terminata l'attività, assume il ruolo di direttore sportivo per formazioni UCI. Nel 2014 è direttore sportivo al team italo-giapponese Vini Fantini-Nippo, nel 2015 dirige la formazione Continental abruzzese GM Cycling Team, nel 2016 gli italo-svizzeri del Team Roth e dal 2017 coadiuva Gianni Savio all'Androni Giocattoli-Sidermec, nota nel 2022 come Drone Hopper-Androni.

## Palmarès
- 1996 (Under-23)

3ª tappa, 2ª semitappa Giro delle Regioni (Avezzano > Terminillo)
- 2001 (Cantina Tollo - Acqua e Sapone, una vittoria)

2ª tappa Giro d'Abruzzo (Atri > Atri)

### Altri successi
- 1996 (Under-23)

Prologo Giro delle Regioni (Narni, cronosquadre)
- 2007 (Liquigas)

1ª tappa Giro d'Italia (Caprera > La Maddalena, cronosquadre)
- 2009 (LPR Brakes - Farnese Vini)

1ª tappa Settimana Ciclistica Lombarda (Brignano Gera d'Adda, cronosquadre)

## Piazzamenti

### Grandi Giri
- Giro d'Italia

1997: ritirato (19ª tappa)
1999: 37º
2000: ritirato (8ª tappa)
2001: 64º
2002: 48º
2003: 47º
2004: 66º
2006: 93º
2007: 63º
2008: 41º
2009: 74º
2010: 118º
2011: 107º
2012: 77º
- Tour de France

1998: ritirato (17ª tappa)
2005: ritirato (7ª tappa)
- Vuelta a España

2000: ritirato (7ª tappa)
2002: ritirato (7ª tappa)
2004: 116º
2006: 100º
2011: ritirato (16ª tappa)

### Classiche monumento
- Milano-Sanremo

1999: 33°
2000: 81º
2002: ritirato
2004: 82º
2007: 95º
- Liegi-Bastogne-Liegi

1997: ritirato
2000: 27º
2002: 104º
2004: 118º
2005: ritirato
2006: ritirato
2007: 61º
2010: 87º
2011: ritirato
2012: ritirato
- Giro di Lombardia

1997: ritirato
2002: ritirato
2003: 57º

### Competizioni europee
- Campionati europei

Isola di Man 1996 - In linea Under-23: 6°